# قلعه سام‌آباد
قلعه سام‌آباد مربوط به دوره قاجار است و در شهرستان قم، بخش مرکزی، روستای قمرود واقع شده است. این اثر در تاریخ ۲۴ اسفند ۱۳۸۳ با شماره ثبت ۱۱۵۰۳ به عنوان یکی از آثار ملی ایران به ثبت رسیده است.